# Place de l'Indépendance (Tachkent)
Pour les articles homonymes, voir Place de l'Indépendance.
La place de l'Indépendance (Площадь Независимости en russe) est une des places principales de Tachkent, capitale de l'Ouzbékistan.

## Historique
C'est à partir de 1865 que le pouvoir impérial russe décide de la construction d'une ville européenne selon un plan à rues à angle droit avec de larges places, de l'autre côté du canal Ankhor et de l'ancienne ville. C'est sur la rive gauche du canal qu'est bâtie la résidence du gouverneur général du Turkestan, dite Maison Blanche, entourée d'un parc. La place devant la résidence du gouverneur général est nommée « place de la cathédrale » (Соборная площадь) car lui faisant face se trouve la cathédrale de la Transfiguration desservant la garnison, surnommée la cathédrale militaire et de style néobyzantin. Cette cathédrale est démolie par les autorités soviétiques au début des années 1930 et la place rebaptisée en « Place Rouge ». L'ancien palais du gouverneur est démoli également en 1930 et remplacé par le palais du Soviet des commissaires du peuple de la république socialiste soviétique d'Ouzbékistan selon les plans de l'architecte Poloupanov. Une statue de Lénine est érigée en face du palais selon une décision du 24 janvier 1934. Elle est inaugurée le 15 novembre 1936.
La place est reconstruite en 1952-1954 avec un palais des commissaires du peuple intégrant des éléments architecturaux de style ouzbek. La statue de Lénine est transférée à Ourguentch et remplacée en 1956 par une autre statue de Lénine, œuvre du sculpteur Matveï Maniser (1891-1966). La place est renommée « Place Lénine ». Au sud de la place, un long bâtiment de béton accueille en 1967 le palais du Conseil des ministres de la RSS d'Ouzbékistan dont la construction a duré deux ans. La place est refaite après la tremblement de terre de 1966 en conformité avec le plan général de reconstruction de Tachkent. Elle est achevée en 1974 pour le cinquantième anniversaire de la RSS d'Ouzbékistan et ainsi agrandie de trois fois et demi. La statue de Maniser est transférée à Samarcande, car elle ne correspond plus aux dimensions de la nouvelle place et une nouvelle statue de Lénine de Nikolaï Tomski (1900-1984) domine l'ensemble.
Après la proclamation de l'indépendance de l'Ouzbékistan en septembre 1991, la place reçoit le nom de « Place de l'Indépendance » (Moustakillik) en 1992. La statue de Lénine est démontée et remplacée par une nouvelle œuvre symbolisant l'indépendance du pays avec un globe terrestre et la carte dans des proportions magnifiées du pays. Devant le piédestal (de l'ancienne statue de Lénine) est figurée une femme assise tenant un enfant dans les bras, symbolisant la Patrie.
La place de l'Indépendance est aujourd'hui la place de la capitale où se tiennent de grands événements, des parades militaires et toute sorte de manifestations officielles. Elle est ornée aujourd'hui de grands bassins avec des fontaines sur une vaste pelouse.